# Terry Forrestal
Terrence Philip Julian Forrestal, angleški igralec, kaskader in skakalec BASE, * 13. maj 1948 Chesterfield, Derbyshire, Irska † 10. junij 2000 Lysefjord, Norveška.                                           

## Biografija
Obiskoval je katoliško gimnazijo Finchley. Med drugim je služboval v britanskih oboroženih silah na Severnem Irskem.
Forrestal je bil od leta 1970 kaskader in koordinator kaskaderja. Bil je tudi tehnični svetovalec in občasno igralec v filmih in na televiziji. Njegove najbolj znane vloge vključujejo filme o Bondu (Operacija vesolje, Octopussy, Nikoli ne reci nikoli, Zlato oko), pa tudi Indiana Jones in tempelj smrti, Batman (1989), Robin Hood: Princ tatov, Pogumno srce, Titanik in Elizabeta.
Forrestal je umrl v skakalni nesreči BASE 10. junija 2000 v Lysefjordu na Norveškem, star 52 let.

## Filmografija
| Leto | Film                           | Vloga                         | Opombe                 |
| ---- | ------------------------------ | ----------------------------- | ---------------------- |
| 1979 | Operacija vesolje              | Sgt. Parish (Vesoljski borec) | nepodpisan             |
| 1980 | Flash Gordon                   | Hawkman #3                    |                        |
| 1985 | Brazil                         | Tekač Trooper                 | nepodpisan             |
| 1992 | Double X: The Name of the Game | Škrlatni mož                  |                        |
| 1996 | La lengua asesina              | Poštar                        |                        |
| 1997 | Titanik                        | Glavni inženir Joseph Bell    | (zadnja filmska vloga) |